# Falkenbergs VBK
Falkenbergs VBK er en volleyboldklubb i Falkenberg, Sverige. Det blev dannet i 1985 gennem en fusion af Ätradalens VK og Köinge JUF. Herrelaget har vundet seks svenske mesterskabsguld, det første blev vundet i sæsonen 2006/2007.